# Trans-World-Airlines-Flug 645
Die Flugzeugkollision am Flughafen Tel Aviv-Lod ereignete sich am 30. November 1970, als eine Frachtmaschine vom Typ Boeing 707-373C der Trans World Airlines (Flugnummer: TW645) beim Startlauf vom Flughafen Lod in Israel mit einer Boeing KC-97 Stratofreighter der Israelischen Luftstreitkräfte, die in diesem Augenblick quer über die Startbahn geschleppt wurde, kollidierte. Bei dem Unfall kamen zwei Personen ums Leben.

## Flugzeuge und Besatzungen

### Erstes Flugzeug
Das erste Flugzeug war eine Boeing 707-373C, die am 23. Dezember 1963 an die Trans World Airlines ausgeliefert und seitdem durchgehend von dieser unter dem Luftfahrzeugkennzeichen N790TW betrieben wurde. Es handelte sich um die 355. Boeing 707 aus laufender Produktion, die Maschine trug die Werksnummer 18738. Die Maschine war mit vier Triebwerken des Typs Pratt & Whitney JT3D-3B ausgestattet.
An Bord der Maschine befand sich eine dreiköpfige Besatzung, bestehend aus Kapitän, erstem Offizier und Flugingenieur.

### Zweites Flugzeug
Das zweite Flugzeug war eine Boeing KC-97G Stratofreighter (Werknummer 16658) der Luftstreitkräfte Israels, die diese nach 1965 von der US Air Force (ehemalige USAF-Seriennummer 52-2627) erhalten hatten. Sie war mit vier Triebwerken des Typs Pratt & Whitney R-4360-59B ausgestattet. Die Maschine trug das zivile Luftfahrzeugkennzeichen 4X-FPS und die Bugnummer 037 der Luftstreitkräfte.
Die unbemannte Maschine wurde zum Zeitpunkt des Unfalls von drei Technikern über das Flughafengelände geschleppt.

## Unfallhergang

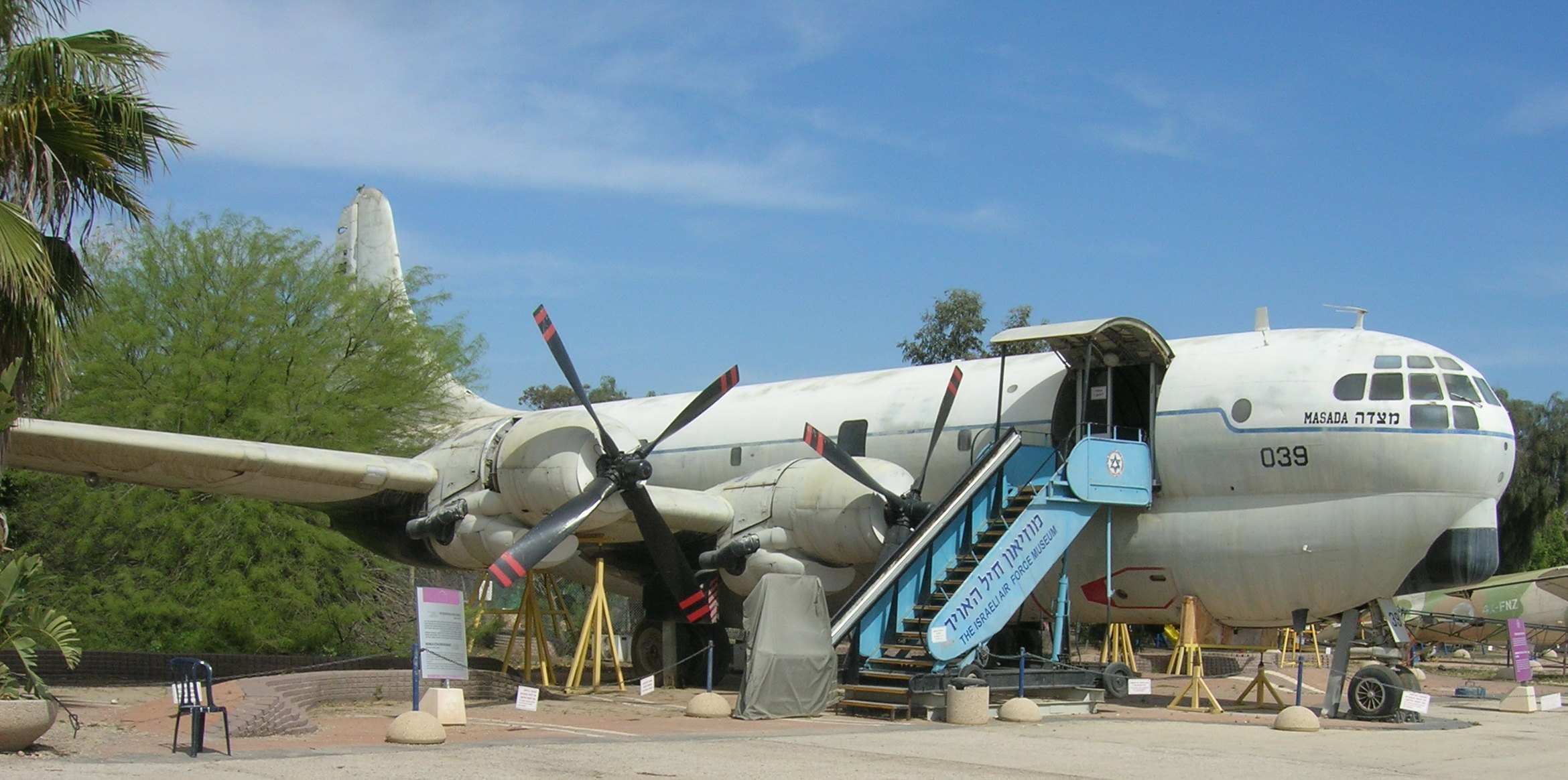
Eine israelische Boeing C-97G Stratofreighter im Chazerim Museum

Mit der Boeing 707 der Trans World Airlines sollte ein Frachtflug vom Flughafen Lod zum Flughafen New York mit Zwischenstopp auf dem Flughafen Frankfurt Main durchgeführt werden. Der Startlauf begann um 2:55 Uhr nachts.
Zeitgleich schleppten drei Bodentechniker eine Boeing KC-97 Stratofreighter, die für eine nächtliche Luftwaffenübung eingesetzt werden sollte, vom östlichen zum westlichen Teil des Flughafens.
Die Verfahren auf dem Flughafen Lod sahen zum Zeitpunkt des Unfalls vor, dass Abflüge nachts über Bahn 12 ostwärts starten sollen. Dies war der zuständigen Fluglotsin Silvia Myers nicht bekannt. Die Besatzung der Boeing 707 erhielt eine Freigabe zum Start von Bahn 30. Die Piloten beschleunigten die Maschine. Kurz vor Erreichen der Entscheidungsgeschwindigkeit bemerkten sie, dass die geschleppte und unbeleuchtete KC-97G Stratofreighter ihren Weg kreuzte. Der Pilot, der die Boeing 707 steuerte, versuchte noch, sie unmittelbar vor der Stratofreighter hochzuziehen, was ihm jedoch nicht gelang. Der linke Flügel seiner Maschine kollidierte mit dem Heck des geschleppten Flugzeugs. Beim Zusammenstoß gerieten beide Maschinen in Brand. Die Boeing 707 drehte sich nach der Kollision und rutschte anschließend in ein gepflügtes Feld nördlich der Startbahn.
Die drei Mitarbeiter der Israel Aerospace Industries, die den Schleppvorgang vornahmen, zogen die Maschine quer über die Startbahn, ohne auf den herannahenden Verkehr zu achten. Zwei der Männer, die die Stratofreighter schleppten, kamen am Ort ums Leben. Die Besatzung der Boeing 707 überlebte.

## Unfallursache
Nach dem Unfall wurde durch den Verkehrsminister Schimon Peres ein Untersuchungskomitee berufen, das den Unfall untersuchen sollte. Dieses stellte drei Unfallursachen fest:
1. Mangelnde Koordination zwischen Luftwaffen- und Zivilluftfahrtpersonal auf dem sowohl zivil als auch militärisch genutzten Flughafen
2. Fehlverhalten der zivilen wie militärischen Flugsicherung
3. Schwere Sicherheitsmängel am Flughafen Lod

Als weitere Unfallursache wurden mangelhafte Sicherheitsbestimmungen für die Durchführung von Schleppvorgängen auf dem Flughafengelände festgestellt. Außerdem sollten die Fluglotsen den Technikern, die die Stratofreighter schleppten, die Freigabe zum Überqueren von Startbahn 30 erteilt haben, nachdem sie unmittelbar zuvor der Besatzung der TWA-Maschine die Freigabe zum Start von derselben Bahn gaben.

## Folgen
Infolge des Unfalls wurden die verantwortlichen Personen für die Flugsicherung am Flughafen Lod versetzt oder suspendiert. Gegen die Fluglotsin Myers wurde ein Strafverfahren eingeleitet. Nach Abschluss der Arbeiten der von Verkehrsminister Schimon Peres einberufenen Untersuchungskommission wurde ein neues Sicherheitskonzept für den Flughafen Lod entwickelt:
1. Die operative Verantwortung für die Flugsicherheit am Flughafen Lod wurde auf den Manager des Flughafens übertragen.
2. Die militärische Flugsicherung wurde der zivilen untergeordnet, anstatt, wie zuvor, dem Oberbefehlshaber der Israelischen Luftwaffe.
3. Alle Flugzeuge, die in der Nähe der Start- und Landebahnen des Flughafens Lod bewegt werden, mussten mit Blinklichtern ausgerüstet und durchgehend per Funk durch die Flugsicherung erreichbar sein.
4. Fahrzeuge, Personen und Fluggeräte, die sich im Bereich der Start- und Landebahnen bewegen, durften dies nur noch mit ausdrücklicher Genehmigung der Flugsicherung tun und mussten über den Zeitraum des Manövers mit dieser durchgehend in Funkkontakt sein.